# Ren Cancan
Ren Cancan (26 de abril de 1986) é uma pugilista chinesa, medalhista olímpica. 

## Carreira
Ren Cancan competiu na Rio 2016, na qual conquistou a medalha de bronze no peso mosca.